# Storia di Pontedera

## Epoca antica
L'area del comune di Pontedera risulta abitata fin dal 4500 a.C., come conferma il recente ritrovamento di un insediamento in località “Cava Erta”. La posizione era strategica per la vicinanza alla foce dei fiumi Era e Cascina, che si immettevano nel vasto sinus lagunare che a quel tempo lambiva le colline pisane.
È attestato un insediamento stabile nel Neolitico. Il villaggio è vissuto per almeno tre secoli (tra 5.350 e 5.000 anni fa) in una zona asciutta in prossimità di una foresta planiziale e lungo un paleoalveo fluviale, forse l'antico corso dell'Era o del Rotina.
Si sa che gli etruschi si spinsero fino alla riva sinistra dell'Arno e uno dei centri maggiori era Volterra.
Ma la mancanza di toponimi etruschi nelle immediate vicinanze di Pontedera e lungo il tratto terminale del corso d'Arno potrebbe essere un indizio della scarsa propensione abitativa di quei luoghi durante l'antichità.
Sebbene la pianta del centro storico sia tipica degli insediamenti Romani, non esistono tracce documentate di quel periodo storico nella zona, né sono stati rinvenuti segni della civiltà Etrusca.

Nella frazione di Gello sono peraltro documentati siti di età imperiale abbandonati nel III secolo d.C., verosimilmente a seguito della formazione del padule di Lavaiano.
In passato è stata identificata con Valvata, una località romana dell'Etruria che la Tavola Peutingeriana situa a 8 miglia romane da Pisa. L'autore della identificazione è Niccolò Sansone nella Tavola dell'Italia antica, come riporta il Targioni Tozzetti. Valvata però è stata identificata anche con Cascina e con Fornacette, anche se queste restano solo ipotesi.
Recentemente sono stati scoperti resti di una fattoria romana, probabilmente una fattoria dell'età imperiale augustea, in località Scafa, nei pressi del vecchio Ponte alla Navetta.

## XII-XIII secolo
Il nome della città deriva dal ponte che fu fatto costruire dagli Upezzinghi alla foce dell'Era quando ancora il borgo di Pontedera non esisteva. Le prime tracce della presenza del ponte sono del 1099. Esisteva invece all'epoca un villaggio, ora scomparso, di nome Travalda.
Le prime tracce di Pontedera risalgono al 1163 quando viene inclusa nell'elenco dei castelli pisani. Si presuppone però che all'epoca non fosse ancora stata fortificata e lo sarà solamente nella prima metà del XIII secolo. Nello stesso anno si ha notizia della chiesa di San Martino, posta sotto la pieve di Calcinaia. Nel 1172 i Pisani respinsero la coalizione di Cristiano (Lucca, Siena, Pistoia e i Guidi): fu il primo scontro avvenuto a Pontedera. Nei secoli si succedono molte altre battaglie tra Pisa e Firenze con esito alterno che portano Pontedera sotto il controllo ora dell'una ora dell'altra.
Il 1º luglio 1252 il castello fu teatro di una guerra tra Pisa ghibellina e la coalizione di Firenze e Lucca guelfa. Pisa risulta sconfitta e si ritira a Badia di S. Savino. Nel 1254 ci fu un armistizio in cui Pisa dovette cedere alcuni castelli a Firenze, tra i quali anche quello di Pontedera. Pisa non accettò però queste condizioni e rimase in possesso di Pontedera.
Il 23 settembre 1256, mediante un trattato, Pisa da una parte e Lucca e Firenze dall'altra, passò a questi ultimi ma fu riconquistato sei anni più tardi. Fu stabilito lo smantellamento del castello nella pace del 1256 fra Pisa e Firenze.
Rafforzò quindi le protezioni costruendo un largo fossato ma cadde nuovamente a Firenze nel 1266.
Il conte Ugolino della Gherardesca nel 1274 accetta di smantellare il castello e il ponte. Nel 1278 il castello, non distrutto viene consegnato al papa. Nel 1285 è occupato dai ghibellini fuoriusciti da Firenze.
Nel 1284 è sotto il controllo pisano ma viene venduto come pegno di garanzia per trasformare il governo pisano da ghibellino a guelfo. Nel 1287 è occupato da Fiorentini e Guelfi ribelli di Pisa. Firenze il 19 luglio 1291 stanzia tremila lire per la fortificazione del castello, indebolito dalle guerre, e per la costruzione di un cassero.
Nonostante questi lavori Pontedera nel 1291 torna sotto il dominio pisano. Due giorni prima di natale venne assalito da Guido da Montefeltro, podestà di Pisa. Egli sapeva che a guardia del castello c'erano Guido Borgherelli e Nerino de Tizzoni con cento fanti invece di centocinquanta. I due castellani credendo nella forza delle mura avevano ridotto la guardia e preso le paghe dei fanti che non c'erano. Così il condottiero pisano di notte scalò le mura dalla parte dell'Arno e conquistò il castello.
Il 12 luglio 1293 con la pace di Fucecchio Pisa è costretta ad abbattere le fortificazioni di Pontedera.

## XIV-XV secolo
Nel 1347 ricomincia la costruzione delle mura castellane e tra il 1353 e 1355 quelle della rocca. Nel 1328 viene preso e arso il castello di Pontedera e passa sotto la giurisdizione di Firenze. Nel 1341 mentre Pisa è occupata nella guerra con Lucca occuparono vari castelli pisani tra i quali Pontedera. Nel 1342 il castello è perso e ripreso dai Fiorentini.
Nel 1364 con la sconfitta pisana nella battaglia di Cascina e la successiva Pace di Pescia Pisa dovette cedere molti castelli al suo nemico fino all'accordo del 1369, tra i quali però non figura quello di Pontedera.
La battaglia più importante si tenne nel 1369. Fu combattuta tra l'esercito fiorentino e quello mercenario di Bernabò Visconti signore di Milano, comandato dal celebre condottiero Giovanni Hawkwood, già al servizio della Repubblica Fiorentina, la quale fu sconfitta in questa occasione.
Nel febbraio 1399 Gian Galeazzo Visconti compra per duecentomila fiorini da Gherardo D'Appiano Pisa e il suo territorio. Alla morte di Gian Galeazzo Pisa viene ereditata da suo figlio illegittimo Gabriele Maria.
Con un trattato firmato a Sarzana nel 1405, Pisa si trova al centro di uno scambio tra i Visconti e i Fiorentini, i primi appoggiati dal re di Francia Carlo VI, ottengono 206.000 fiorini e Sarzana, i secondi ottengono Pisa e il suo territorio.
Nel 1392 Pietro Gambacorta viene assassinato da Jacopo D'Appiano a causa delle sue posizioni filo-fiorentine.
Il governo di Pisa era stato nel frattempo assunto da Gabriele Maria Visconti, figlio illegittimo di Gian Galeazzo, il quale sottoporrà la città di Pisa ed i suoi cittadini a sistemi esattoriali vessatori.
I pisani, profondamente umiliati, trucidano la guarnigione fiorentina posta a presidiare la città; tornano così a riaprirsi le ostilità tra le due città.
I fiorentini avanzano rapidamente verso Pisa, i Pisani, sentendosi perduti, scelgono di offrire la loro città al Duca di Borgogna il quale invia un'ambasciata per intimare agli assediatori di allontanarsi da Pisa.
Nel 1406 dopo ben nove mesi di assedio Pisa cede e viene assoggettata al dominio fiorentino. Pontedera e altri castelli nel 1431 si ribellano ponendosi sotto la protezione del Piccinino, comandante dell'esercito del duca di Milano. Dopo appena un anno, tuttavia, Firenze riconquista tutto e questa volta definitivamente.
Nel 1432 i fiorentini persero alcuni castelli tra cui quello di Pontedera fu proprio ad opera di Antonio da Pontedera, un condottiero di ventura di Pisa, al soldo della repubblica di Lucca.
Pontedera aveva subito parecchie perdite nel corso degli anni per via delle continue guerre così nel 1454 la Signoria di Firenze ordinò a cento famiglie di Camporgiano e a cento famiglie di Albiano e Caprignola di trasferirsi a Pontedera per ripopolare la zona. Ai nuovi abitanti furono concessi per dieci anni esenzione dai tributi poi rinnovati fino al 1534.
Fu proprio per questo motivo evidentemente che rimase fedele a Firenze nel 1494 quando, durante una sollevazione pisana, caccio il presidio inviato in occasione della venuta di Carlo VIII a Pisa.

## Dal XVII al XIX secolo
Iniziò comunque l'ennesimo periodo di guerre, anche Pontedera fu occupata dai Pisani ma nel 1509 Pisa si arrese a Firenze, questa volta definitivamente.
Nel 1554 il Marchese di Marigliano ordinò la distruzione delle mura di Pontedera. Ciò avvenne perché i pontederesi durante la guerra austro-ispano-medicea accolsero nel proprio castello Piero Strozzi l'11 giugno. Truppe della famiglia Strozzi erano già presenti in passato a Pontedera e cercò quindi di ristabilire rapporti di fedeltà politica bruciando le scritture pubbliche ed elargendo esenzioni fiscali.
Cessato il periodo di ostilità, a partire dal Rinascimento Pontedera assume sempre di più le caratteristiche di un comune a forte vocazione commerciale, ottenendo l'autorizzazione ad una fiera annuale prima e ad un mercato settimanale poi.
Con il 1565 Pontedera, dopo essere stata per lungo tempo sotto la giurisdizione di Cascina, acquista una sua propria competenza giurisdizionale estesa al territorio di Ponsacco e Camugliano, Calcinaia, Gello, Montecastello, Pozzale. Nel 1637 Ferdinando II dei Medici, istituendo il marchesato di Ponsacco e Camugliano con sede di residenza del Commissario feudale elimina la podesteria di Pontedera su questo comune.
I Lorena avevano concesso a Pontedera la fiera annuale già dal 1471 e mercato settimanale dal 1546 ogni mercoledì.
Il Consiglio dei Duegento delibera il 26 marzo 1565 lo spostamento del giorno del mercato settimanale al venerdì1, tradizione che rimane ancora oggi. Questa cambiamento è avvenuto su richiesta degli stessi abitanti per la concomitanza il mercoledì del mercato a Pisa.
Dal 1680 abbiamo notizie dell'esistenza della misericordia a Pontedera.
L'ultima porzione di mura medievali e la rocca dell'XI secolo esistenti vicino all'attuale Piazza Cavour venne ritenuta un ostacolo allo sviluppo delle attività commerciali e quindi distrutta nel 1846 dal Granduca Leopoldo su richiesta dei commercianti locali.
L'11 e 12 marzo 1860 come nel resto della Toscana ci fu il plebiscito per aderire allo Stato sabaudo. 2210 furono i voti favorevoli, 14 quelli contrari, 2 i voti nulli.
A partire dalla seconda metà dell'Ottocento Pontedera divenne il principale centro dell'industria manufatturiera in Valdera e vide un notevole ampliamento urbano. Risale a questo periodo, infatti, la costruzione degli edifici più prestigiosi della città, come Palazzo Morini e Palazzo Stefanelli, nonché la completa edificazione del Duomo (chiamato informalmente dai pontederesi "Chiesa Nuova"). Nel 1888 fu inoltre inaugurato il nuovo edificio scolastico Curtatone e Montanara, che ospitò inizialmente le scuole elementari e il Ginnasio. 
Nel 1870 Luzio Crastan, imprenditore di origine svizzera, si trasferisce a Pontedera e inizia la produzione di surrogati di caffè. La fabbrica è stata presente fino ai primi anni 2000 dove iniziò la produzione in via primo maggio (allora via pisana) sebbene l'edificio non sia lo stesso perché andato distrutto dopo l'incendio del 1916. Attualmente è abbandonata in attesa di essere demolita per far spazio ad un progetto di edilizia residenziale.
Nel 1898 vi furono rivolte per il pane in tutta Italia e ciò non risparmio Pontedera che ebbe addirittura un morto. L'8 maggio 1898 Corrado Gambaccini, di soli 13 anni, fu ucciso in questi tumulti da un colpo di fucile.

## Inizi del XX secolo
Nel inizi del novecento Pontedera era divisa in cinque quartieri: centro, Bella di Mai (nella zona dove adesso sorge l'omonimo parco), Crimea (tra via Corridoni e Via Mazzini), Cina (fuori del ponte) e Bellaria (a est dell'ospedale) 1. Bella di Mai (talvolta definito Belladimai) proviene dal francese Belle de Mai ed è stato sorto alla fine del XX secolo come fabbricato a corte dopo una bonifica dell'Era pochi anni prima.
Nel 1911 venne costituito a Pontedera uno dei primi gruppi scout italiani, il "Centro d'Organizzazione R.E.I. di Pontedera", ad opera dell'Avvocato Francesco Maglioli, futuro Podestà della città. Il centro di Pontedera era una sezione della prima associazione scout italiana, fondata l'anno prima a Bagni di Lucca dal baronetto inglese Sir Francis Vane (prosecutore del movimento di Robert Baden-Powell) e dal Maestro Remo Molinari: i R.E. I. cioè "Ragazzi Esploratori Italiani".
Lo scautismo riprenderà poi dopo la prima guerra mondiale nel giugno del 1922 con la fondazione del Reparto ASCI Pontedera 1º "San Michele Arcangelo", noto col nome de "La Vecchia Asci Pontederese". Fondatori furono il tenente Gualtiero Del Guerra, il sacerdote Don Ranieri Peretti, Guido Vanni, Adriano Broffoni, Gastone Pagliai, Alfredo Poggetti e Manlio Meotti. Il Foulard e la Fiamma riprendevano i colori dello stemma cittadino bipartito bianco-verde.
Nel 1913 la Regia Marina Italiana costruì in zona "Curigliana", a sud-ovest della città, un Aeroscalo per Dirigibili che fu operativo durante tutta la prima guerra mondiale. Nel dopoguerra l'aeroscalo passò alla Regia Aeronautica e ospitò numerosi grandi dirigibili costruiti da Umberto Nobile, tra cui il celebre N-1 ribattezzato Norge con il quale grande trasvolatore italiano conquistò nel 1926 il Polo Nord. Lo stesso Nobile soggiornò numerose volte a Pontedera.
Ma la vera svolta a Pontedera dal punto di vista industriale si ha con l'inizio delle officine meccaniche. Tutto inizio con la costituzione del Consorzio agrario cooperativo nel 1903. Il Consorzio con una sua officina forniva assistenza tecnica per le macchine agricole degli associati. Successivamente nel 1915 dà vita all'Officine Meccaniche Toscane iniziano la produzione in proprio. Nel 1923 la società assume il nome di Costruzioni Meccaniche Nazionali e iniziano l'attività anche di auto da corsa.
L'anno seguente le Officine vennero acquisite dalla Piaggio che cercavano di espandersi in Toscana. Tale azienda meccanica si ingrandì parecchio durante gli anni trenta, aumentò il numero degli stabilimenti e del personale, iniziando la produzione di aerei militari, in particolare bombardieri. Ciò fu favorito anche dalla presenza del vicino aeroporto militare (già aeroscalo) e dalla linea ferroviaria ad esso collegata. Le officine e gli stabilimenti Piaggio sorgevano infatti in prossimità del Campo d'Aviazione e nel corso degli anni si ingrandirono a tal punto da inglobarne l'ingresso, la palazzina comando, e le caserme.
Di particolare successo fu la produzione del quadrimotore Piaggio P.108, il primo bombardiere pesante italiano, che fu impiegato a lungo durante la seconda guerra mondiale dalla Regia Aeronautica.
Il 30 maggio 1930, per regio decreto, Pontedera fu proclamata città.

## La seconda guerra mondiale

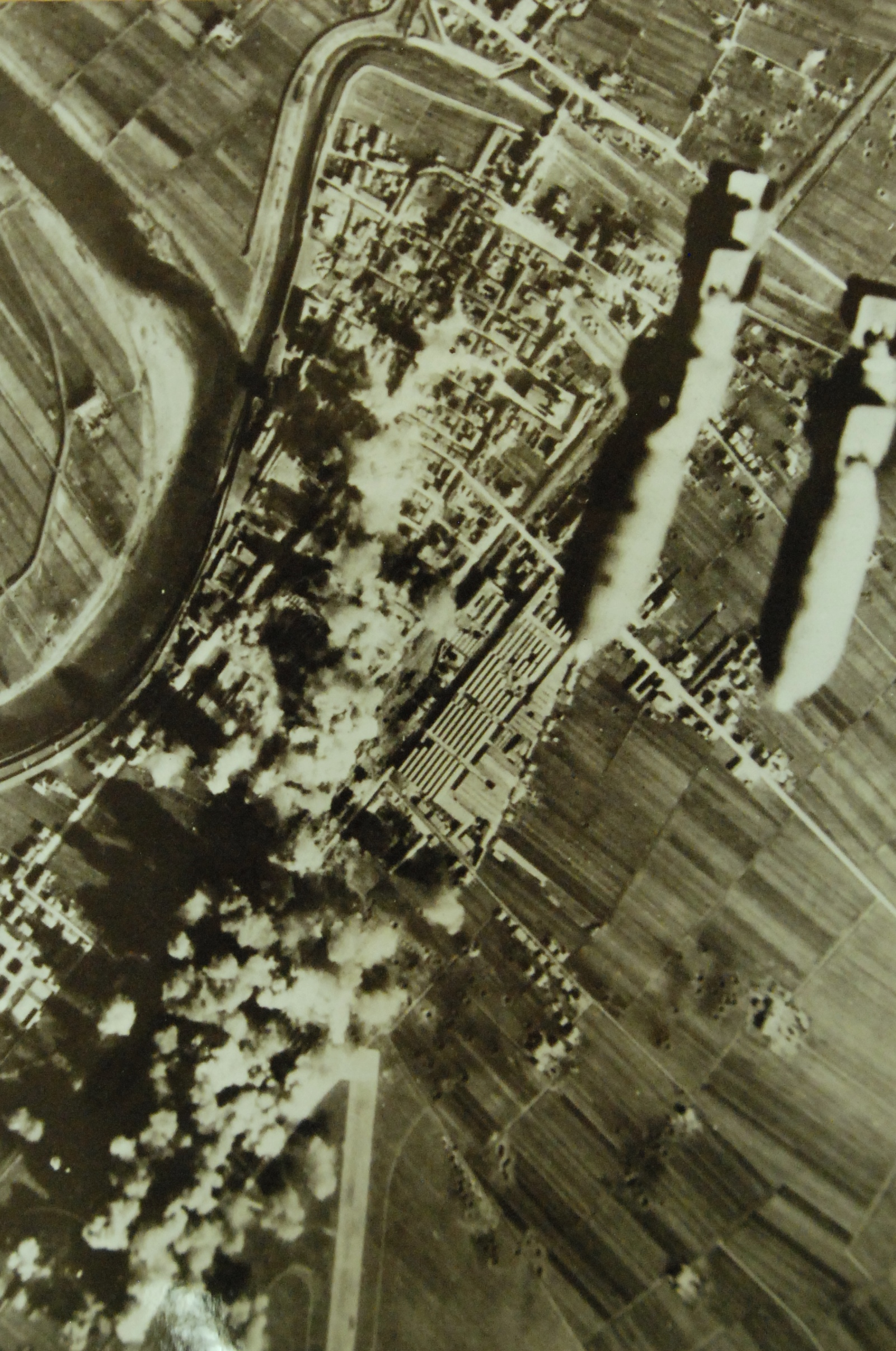
Bombardamento della stazione ferroviaria dagli Boeing B-17 della 15th U.S. Army Air Force.

Durante la seconda guerra mondiale Pontedera fu duramente bombardata dagli anglo-americani a causa della presenza della produzione di aerei militari. Tre sono stati i bombardamenti più importanti. Il primo fu il 6 gennaio 1944 e colpi la zona della stazione. Il secondo fu il più terribile e venne effettuato poco dopo mezzogiorno del 18 gennaio colpendo l'orto del Rosati (dove adesso c'è l'omonimo parco) e distruggendo la zona di Belladimai. Molti pontederesi si erano rifugiati lì evidentemente proprio credendo di essere al sicuro in quel posto. Il terzo bombardamento avvenne il 21 gennaio. Complessivamente i morti furono 103 ai quali bisogna aggiungere quelli caduti per le mine o i cannoneggiamenti che sono altri 60. Alla conta si sommano poi tre partigiani morti per mano tedesca dopo alcune esplorazioni in zona.
A giugno vennero bombardate le officine Piaggio poste nell'ex manifatture toscane lungo l'Emissario.
In estate del '44 il fronte della guerra raggiunge l'Arno. Il 18 luglio la 91ª Divisione di Fanteria americana è a Pontedera e si registra il primo morto a causa delle granate.
La produzione della Piaggio era già stata trasferita a Biella e in altre località del nord Italia, allora sotto il controllo tedesco, dopo l'8 settembre '43. I dipendenti quindi trasferirono i macchinari e iniziarono a lavorare là anche sotto la minaccia di essere deportati in Germania se avessero rifiutato.
Dopo i primi bombardamenti fu nascosto quel poco che era rimasto a Pontedera nei paesi vicini.
Oltre alla distruzione delle officine della Piaggio la guerra porta alla completa distruzione del teatro Andrea da Pontedera e ai due campanili del Duomo.
Alcuni giovani Piaggisti, di età compresa fra i 19 ed i 24 anni, si trovavano a Biella allorché l'industria Piaggio con l'avanzare del fronte era stata trasferita per servire gli "alleati" tedeschi. Ingiustamente ritenuti collaborazionisti, vennero barbaramente trucidati per mano dei partigiani dal nome di battaglia "Cric" e "Milan". La città ne conserva il ricordo con una lapide posta nel cimitero cittadino e con il nome di una strada.

## Dopo la seconda guerra mondiale
Il 2 giugno del 1946 si tiene in tutto il Paese il referendum istituzionale per scegliere un'Italia repubblicana o per dare continuità alla monarchia sabauda. A Pontedera su 10378 aventi diritto al voto i voti espressi per la Repubblica furono 7264 mentre i voti andati alla monarchia furono 2168. I voti non validi furono 946 dei quali 886 schede bianche.
Dal 1946 al 1952 sindaco di Pontedera fu l'artista Otello Cirri.
Dopo la seconda guerra mondiale l'industria meccanica Piaggio fu riconvertita ad uso civile e iniziò la produzione della celebre Vespa, ideata e progettata dall'ingegner Corradino D'Ascanio.
Nel primo dopoguerra la Piaggio costruì anche un intero quartiere per i propri dipendenti, in prossimità degli stabilimenti. Questo villaggio che prese il nome di "villaggio Piaggio" costituì un'importante risorsa per l'azienda stessa, poiché vi poteva attrarre la manodopera necessaria agli stabilimenti offrendo al contempo un alloggio.
Con la fine della guerra e la conversione in fabbrica di motocicli la Piaggio, e con essa Pontedera, partecipa attivamente al boom economico degli anni sessanta.
Il 4 novembre 1966 il fiume Era ruppe gli argini e inondò la città.

## Evoluzione della giurisdizione di Pontedera
Nella stesura degli statuti di Calcinaia e Pontedera del 26 settembre 1409 si indica che il Podestà di Pontedera e Calcinaia è anche podestà di Bientina e Montecalvoli.
Nel 1515 la Podesteria di Pontedera include Calcinaia, Montecastello e Ponsacco. Quindi già nel XVI secolo possiamo affermare che Pontedera inizia ad assumere importanza in zona superando Calcinaia.
A seguito di un impoverimento della zona si il 17 agosto 1532 la Podesteria di Pontedera e quella di Cascina vengono unite per un periodo di 10 anni. Tale periodo è stato prorogato più volte. Ogni sei mesi il podesta risiede alternativamente a Pontedera o a Cascina. La podesteria è sottoposta al Vicariato di Vicopisano, tranne che Montecastello e Ponsacco sotto quello di Lari. Sotto il profilo giudiziario ricade tutto su quello di Vicopisano.
Con il 1565 Pontedera acquista una sua propria competenza giurisdizionale estesa al territorio di Ponsacco e Camugliano, Calcinaia, Gello, Montecastello, Pozzale. Nel 1579 risulta invece di nuovo unita a Cascina.
Il 23 settembre 1637 Ferdinando II de' Medici, istituendo il marchesato di Ponsacco e Camugliano concesso a Filippo Niccolini elimina così la podesteria di Pontedera su questo comune.
Nel 1771 la podesteria ebbe sede definitiva a Pontedera ed ebbe il grado di maggiore.
Ma successivamente, un motuproprio del 6 settembre 1783 provvide ad eleggere Pontedera come sede di Vicariato maggiore con giurisdizione civile e criminale nel proprio territorio (compresa Cascina) e in quello della Podesteria di Palaia.
Con la riforma del 12 giugno 1784 Pontedera fu eletta sede di vicariato con giurisdizione civile e criminale sopra il proprio territorio e solo criminale sulla podesteria di Palaia.
Il 24 ottobre 1790 venne soppresso il feudo di Ponsacco e Camugliano e inglobato a Pontedera.
Il marchese Niccolini rinunciò spontaneamente all'amministrazione del feudo tornado quindi ad essere amministrata dal vicario regio di Pontedera. Il feudo era ereditario e quindi non cessò di esistere fino alla dominazione francese nel 1808. Tale soppressione fu confermata dai Lorena nel 1814.
Nel 1830 diviene sede di pretura trasferendola dalla sede di Palaia.
Nella Toscana granducale lorenese Pontedera ebbe un ruolo amministrativo notevole, essendo sede della cancelleria dalla quale dipendevano 7 comuni fra i quali Rosignano Marittimo.
All'indomani dell'unità d'Italia il comune di Pontedera ha tre frazioni: Pozzale (l'attuale Fornacette), La Rotta e Montecastello.
Agli inizi del XIX secolo il comune di Pontedera include Oltrarno e parte di Fornacette, adesso frazioni di Calcinaia. Pochi anni dopo non ha più Oltrarno né la zona dei Magazzini né quella del Chiesino.
Nel 1930 si ha il passaggio di un piccolo lembo di terra da Calcinaia a Pontedera. Tale modifica si è resa necessaria perché interessava la ditta Crastan che si trovava proprio in mezzo al confine dei due comuni.
Treggiaia e I Fabbri passano dal comune di Palaia a quello di Pontedera nel 1931.
Nel 2006 per la costruzione della nuova zona industriale che ricadeva in piccola parte su Calcinaia, si è deciso un piccolo scambio di terreni tra questa e Pontedera. L'operazione è stata regolata nel 2007.

## Pontedera e i suoi corsi d'acqua
Dal punto di vista ambientale la città fu, fin dall'antichità, sottoposta agli allagamenti causati dall'Era e dall'Arno che frequentemente rompevano gli argini e invadevano tutta la piana. Memorabile rimane l'alluvione del 1333 che distrusse anche l'unico ponte esistente.
Per salvare Pisa fu costruito uno scolmatore a Putignano nel 1558 e uno a Fornacette nel 1568.
Nel 1616 fu costruito l'argine dell'Arno da Pontedera a Pisa a sinistra, da Caprona a Pisa a destra.
Il 12 dicembre 1688 le campagne da Firenze a Pisa erano completamente allegate per l'esondazione dell'Arno.
Nel novembre 1740 l'Arno ruppe gli argini a Pontedera e inondò le campagne fino a Livorno.
Nel 1745 avvenne nuovamente una nuova alluvione questa volta la zona interessata va dall'Era fino a La Rotta.
Nel 1758 oltre alla rottura dell'Arno si ebbe pure quella dell'Era e della Sterza.
Nell'ultimo millennio ci sono state 56 piene, mediamente una ogni 18 anni di cui 4 particolarmente distruttive (1333, 1557, 1844 e 1966).
Tra il 1837 e il 1839 fu costruito da una società per azioni il ponte alla navetta allora chiamato ponte nuovo a bocca d'Usciana. Il ponte venne inaugurato nel 1840 e i Lorena concessero la riscossione del pedaggio alla società anonima per 130 anni comunque a prezzo inferiore rispetto al costo che si pagava per il traghettamento.
Nel 1556 iniziano e si protrarranno per circa vent'anni lavori di deviazione del corso dell'Arno. L'Arno non passa quindi più per la lunga ansa da Calcinaia e Bientina ma viene accorciato da Pontedera a Vicopisano. Calcinaia che prima si trovava a sud del fiume si ritrova poi a nord dello stesso. Venne concessa quindi agli abitanti di Calcinaia l'esenzione del tributo per attraversare l'Arno. Tale privilegio avvenne solo per i residenti entro la cinta del paese e non a tutto il comune.
Dopo una delle innumerevoli piene il ponte sull'Era crollò parzialmente. Inizialmente si penso di ristrutturarlo ma nel frattempo crollo del tutto. Quindi fu costruito in meno di due mesi un ponte provvisorio di legno in attesa di uno in muratura. Nel 1809 crollò anche quello provvisorio e l'anno seguente l'architetto Garella ne progetto uno nuovo. Il ponte, interamente in marmo bianco del Monte Pisano, fu eretto sotto la dominazione francese e per questo motivo venne chiamato napoleonico.
La costruzione era molto diversa rispetto alla precedente. L'asse viario prima era leggermente spostato verso sud e partiva dall'attuale piazza del ponte. Adesso era possibile invece avere una visuale di tutto il corso da sopra il ponte. Per la sua costruzione fu necessario abbattere alcuni edifici anche per il rialzamento della strada per rendere il ponte più pianeggiante.
Prima del 1855 si hanno dei lavori presso la foce dell'Era per porre in sicurezza le industrie che allora stavano crescendo avanzando di circa 75 metri il terreno verso l'Arno.